# Ganthier
Ganthier, in creolo haitiano Gantye, è un comune di Haiti facente parte dell'arrondissement di Croix-des-Bouquets nel dipartimento dell'Ovest.